# Печенежки език
Печене́жкият език е мъртъв тюркски език, говорен от печенегите през Средновековието. Изчезва към XIII век.
От печенежкия език са запазени само отделни думи – лични имена, названия на племена и родове, топоними, титулатура. Няма запазени текстове на печенежки език, освен тези, които условно се определят като печенежки. Това създава допълнителна трудност в лингвистичната характеристика на печенежкия език. Запазените предимно във византийски извори следи дават основание печенежкият език да бъде причисляван към огузката група на тюркските езици. .
Последните години много руски и чувашки учени доказват, че този език е „р“-езичен и може да бъде причислен към oгурската езикова група.
Според Махмуд от Кашгар, който в своя речник описва тюркските езици от XI-XII век, печенежкият език е сроден на езика на българите и суварите. Ана Комнина твърди че печенегите (наричани от нея „скити“) говорят същия език като куманите.

## Печенежки речник
Ето какво е запазено от печенежкия език до днес:
- лични имена: Bajǯа, Küäl, Kurkut, Ipa, Kajdum, Qosta(n), Jazi, Bata(n), Turax, Kiltär (biltär?), Kuin, Kägän, Sulju, Sältä, Karaman; Katalim, Bal(t)čar, Čälgü, Kürä, Tämir, Küčüg, Mätigäj, Tat(u), Boɣa, Karaja, Pitik, Sača, Näapči, Tatran, Tivan.
- названия на населени места: Aspron, Tunkataj, Kraknakataj, Salmakataj, Sakakatajk Jajukataj, Banamuni, Täjgua.
- названия на реки: Xarakül, Bal, Burlїq, Xadir, Almataj.
- етноними: Jabdiärtim, Küärčičur, Xabuxšїnjula, Surukälpäj, Харабој, Borotalmat, Jazїxopon, Bulačopon.

В резултат на сравнителен анализ на печенежкия езиков материал могат да бъдат възстановени следните печенежки думи и словосъчетания:
- ärtim – доблест, благородство
- bajǯа – форма за непълнота на признака от *baj „богат“
- bal – мед
- bal(t)čar – бойна брадва (?)
- boɣа – бик
- boro – сив
- bula – шарен
- burlїq – находище на варовик
- jabdї (~ jawdї) – светъл
- jazї – степ, равнина
- jaju – враг
- jula – вид титла
- qarаǯа – елен (букв. черен)
- qaraman – тъмен, смугъл
- qataj – укрепление (?)
- qulїn – жребче
- kägän – гневен, страшен
- kiltär – донеси! (или biltär съобщи!)
- küäl – син
- küärči – син
- külpäj (~ külbäj) – вид титла
- kürä – ковашка пещ
- küčüg – по-млад, малък
- orman – гора
- pitik – писмо
- saqa – планински склон
- salma – изоставен, подхвърлен
- suru – сив
- talmat (< *tїlmač) – преводач, откъдето и слав. *tъlmačь.
- tat – див, езически (~ немюсюлмански)
- tämir – желязо
- tiwän – сокол, ястреб
- хabuхšїn – покрит със струпеи, грапав
- xara-boj – черен бай (?)
- xara-köl – черно езеро
- xopon – глиган
- čälgü – удар от сабя
- čopon – чобанин, пастир
- čur – вид титла

## Фонетични особености
Хипотетично възстановената фонетична система на печенежкия език показва смесица от огузки и къпчакски черти:
- гласни – /а/, /ä/, /о/, /ö/, /u/, /ü/, /ї/, /i/
- съгласни – /b-p/, /t-d/, /q-ɣ/, /k-g/, /x/, /s-z/, /č-ǯ/, /l/, /m/, /n/, /r/, /j/.
- От беззвучните съгласни в началото на думата се срещат /p, t, q, k, х, s, č/, от звучните /b/, от сонорните /j/.

Към особеностите на печенежката фонетика се отнасят:
- преход /ɣ/, /g/ > /j/ > /Ø/: bäj < beg „бег“, küäl < küjäl < *kögäl „син“, jaju < *jaɣu „враг“
- преход /ɣ/ > /w/ (/b/): jawdї (~jaбдї) < *jaɣдї „светъл“.
- спирантизация /q/ > /х/: xara < *qara „черен“, xabuxšїn < *qаbuqšїn „грапав“ (?), xopon < qopon < *qapan (~*qaban) „глиган“.
- непълно озвучаване на устнените съгласни в началото и средата на думите: pitik „писмо, грамота“, čopon, xopon, külpäj.
- силно лабиализиращо въздействие на устените съгласни (b, p) върху нелабиализираните гласни (а > о, или а > å): boj < baj „богат“, xopon < qaban (~ qaban), čopon < čapan (~ čaban).